# X Comae Berenices
X Comae Berenices, également nommée RBS 1201 et PGC 44750, est une galaxie lenticulaire de type Seyfert 1 de la constellation de la Chevelure de Bérénice. Elle se situe dans l'amas de la Chevelure de Bérénice, à 63 minutes d'arc de la galaxie elliptique à noyau actif LINER nommée NGC 4876, à, selon les valeurs de décalage vers le rouge, 125 millions d'années-lumière.

## Histoire des observations
X Comae Berenices sera premièrement observé en 1911 par l'astronome allemand Max Wolf, il observera X Comae Berenices pendant plusieurs années. Il définira X Comae Berenices comme un objet variable à longue période, l'objet augmente de 1 à 3 sur sa magnitude apparente pendant plusieurs mois, ces épisodes de forte luminosité s'espacent de grande période, il la définira comme une étoile variable à longue période,. Lors de la découverte de cet objet, Max Wolf observera un très grand pic de luminosité qui fera augmenter la magnitude apparente de X Com de 16.63 à  13, la rendant facilement visible avec un télescope. Elle sera réobservée par KINMAN T.D, Carl Alvar Wirtanen et Kenneth Janes comme une étoile variable de type RR Lyrae avec l'instrument Lick 20-inch astrograph, ils lui donneront le nom d'étoile variable (V*) X Com soit X Comae Berenices. Elle sera premièrement observée comme une galaxie par Howard E. Bond et Wallace Sargent en 1973, ils la définiront comme une galaxie de type Seyfert 1 contenant un quasar qui produit des éjections de matière sous la forme de jets dans des périodes irrégulières, la hausse de luminosité observé par Max Wolf sera expliquée par Howard E. Bond et Wallace Sargent comme une expulsion de matière très violente et très lumineuse.

## Propriétés physiques
Max Wolf, Howard E. Bond et Wallace Sargent ont observé que la magnitude apparente du centre de la galaxie monte de 1 à 3 pendant plusieurs mois puis la magnitude redescend à 16.63 sur une période très longue (plusieurs années). Le centre de la galaxie revoit de forte raies d'émissions de gaz très ionisé,  signe que la galaxie abrite un quasar très actif, ce sont d'ailleurs les jets de ce dernier qui créent la variabilité du centre.